# Ентоні Гарт
Сер Ентоні Гарт (англ. Sir Anthony Hart; бл. 1754–1831) — британський юрист, політик, лорд-канцлер Ірландії з 1827 по 1830 рік.

## Життєпис

### Походження
Ентоні Гарт народився в родині рабовласників приблизно в 1754 році на острові Сент-Кітс, Вест-Індія. Він був четвертим сином Вільяма Гарта та його дружини Сари Джонсон.

### Ранні роки

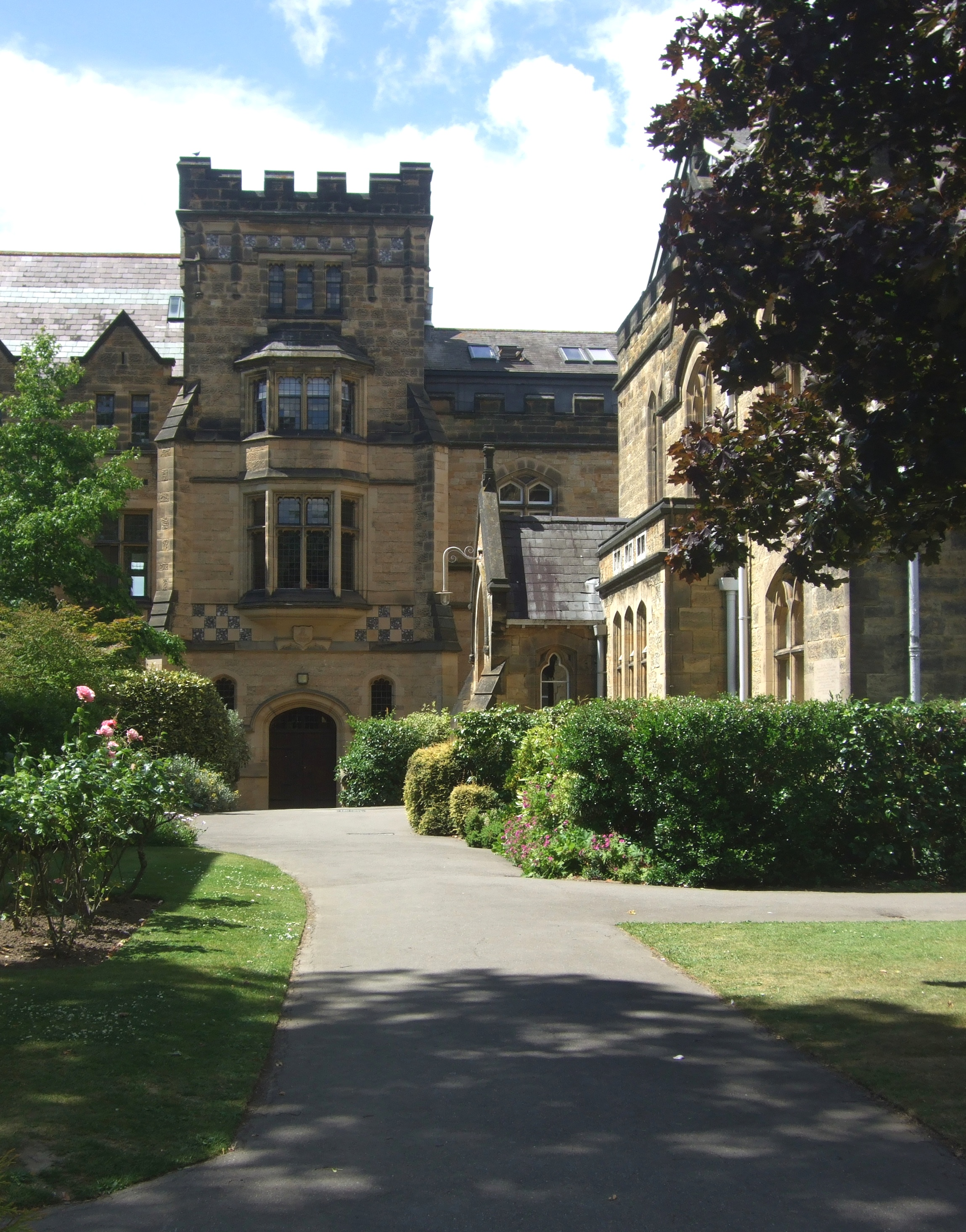
Тонбріджська публічна школа.

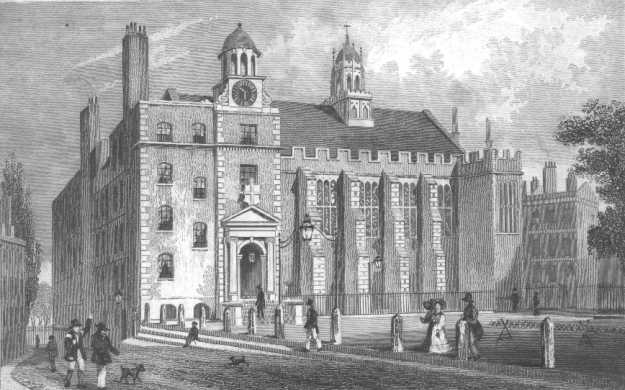
Юридична школа «Мідл Темпл».

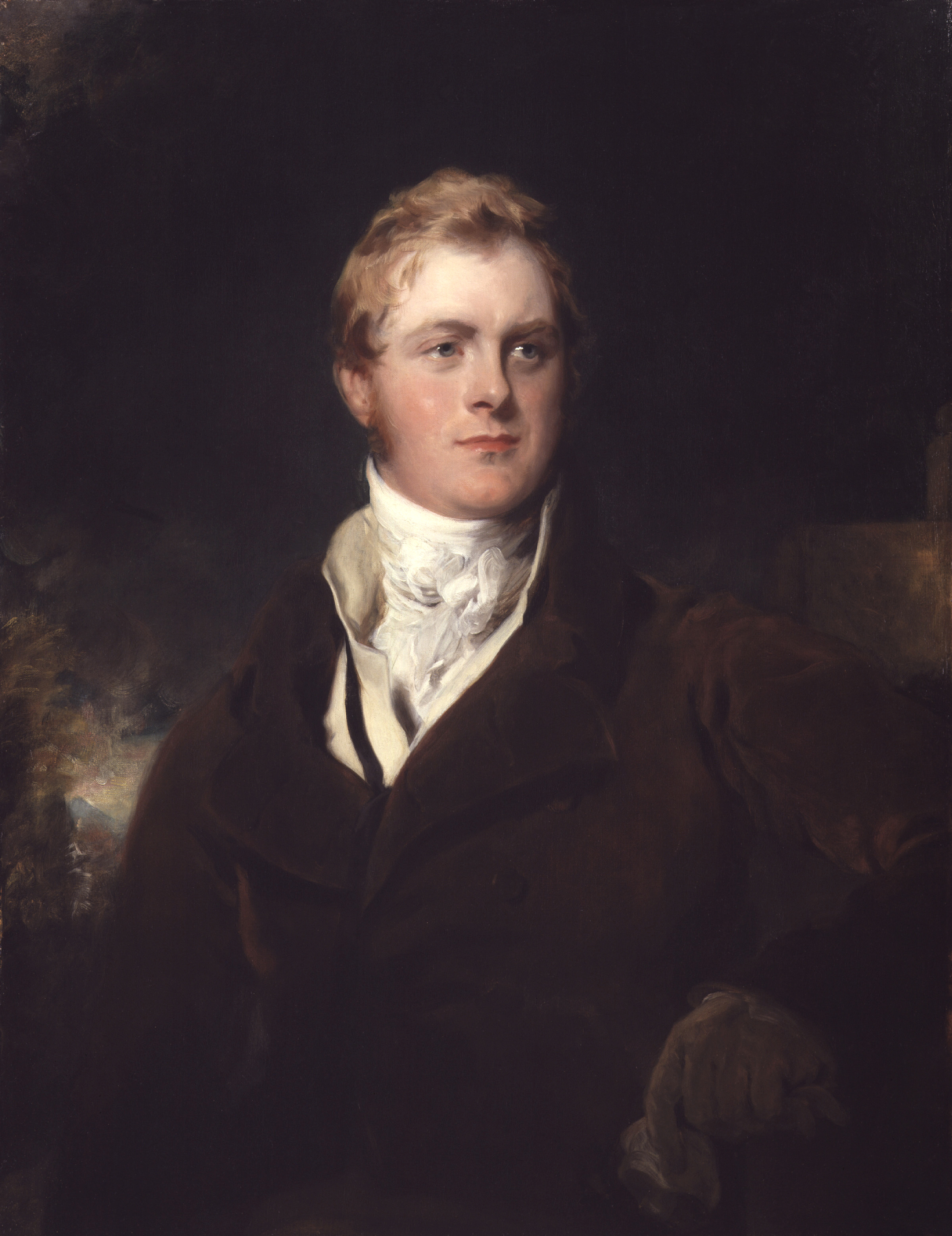
Фредерік Джон Робінсон (1782—1859) — лорд Годеріч, І граф Ріпон.

Ентоні Гарт здобув освіту в Тонбриджській публічній школі (Тонбрідж, Кент, Англія). По віросповіданню він належав до унітарної церкви і деякий час був проповідником у Норвічі (Норфолк, Англія). Він був прийнятий студентом до юридичної школи «Мідл Темпл» у 1776 році. Отримавши юридичну освіту почав працювати адвокатом у 1781 році.

### Кар'єра
Адвокатом Ентоні Гарт обмежився роботою винятково з акціонерними товариствами, і після двадцяти шести років практики в зовнішній адвокатурі був у 1807 році призначений радником корони, і в тому ж році отримав посаду судді в юридичному товаристві «Мідл Темпл». У 1816 році він став генеральним соліситором королеви Великобританії та Ірландії Шарлотти (1744—1818) — дружини короля Георга ІІІ. Після призначення віце-канцлером Високого суду Англії замість сера Джона Ліча, він був призначений таємним радником і посвячений у лицарі в 1827 році. Наступного місяця він зайняв своє місце в суді віце-канцлера.

### Лорд-канцлер Ірландії
Після відставки лорда Ліверпуля в березні 1827 року лорд Меннерс залишив посаду лорд-канцлера Ірландії. Його природним наступником мав стати лорд Планкет, але Георг IV не схвалював підтримку Планкетом емансипації католиків. Натомість Меннерс залишився на посаді, поки не знайшли наступника. Зрештою, у жовтні 1827 року, на подив ірландської адвокатури, Фредерік Джон Робінсон — лорд Годеріч, І граф Ріпон запропонував Ентоні Гарту посаду лорда-канцлера Ірландії. Приймаючи цю посаду, Гарт чітко вказав, «що він не повинен займатися політикою, загальною, місцевою чи релігійною; а про папістів і оранжистів він не повинен був нічого знати». Він був приведений до присяги в Дубліні 5 листопада 1827 року і наступного дня зайняв своє місце в Канцлерівському суді, відразу ж виникли серйозні непорозуміння з сером Вільямом Мак Мегоном, майстром рукописів Ірландії, щодо права останнього призначати секретаря.
Ентоні Гарт докладав усіх зусиль, щоб скоротити судові вимоги щодо справедливості, які, на його думку, були «надто розширеними в Ірландії». Коли він був на посаді лорд-канцлера Ірландії, виникла особлива справа, яка зачіпала права ірландської адвокатури, повний опис якої можна знайти в «Житті лорд-канцлерів Ірландії» історика О'Фланагана. Після формування уряду Чарльза Ґрея — ІІ графа Ґрея наприкінці 1830 року, лорд Планкет був призначений на місце Ентоні Гарта. Востаннє Гарт виконував обов'язки лорд-канцлера 22 грудня 1830 року, і до нього звернувся ветеран адвокатури Вільям Саурін, колишній генеральний прокурор Ірландії, у прощальній промові від імені ірландської адвокатури. Зазначив при цьому «як безпрецедентний факт, що жодне його рішення ніколи не було змінено чи скасовано».

### Смерть
Ентоні Гарт помер на Камберленд-стріт, Портман-сквер, Лондон, 6 грудня 1831 року.

### Родина
Він був одружений з Мартою Джефферсон. З нею він мав одну дочку, яка була його єдиною спадкоємицею. Гравюра, взята з портрета Ентоні Гарта, намальованого Кехіллом, утворює фронтиспис до першого тому книги «Ірландські юристи».